# Xã Snyder, Quận Jefferson, Pennsylvania
Xã Snyder (tiếng Anh: Snyder Township) là một xã thuộc quận Jefferson, tiểu bang Pennsylvania, Hoa Kỳ. Năm 2010, dân số của xã này là 2.547 người.